# Buggiano
Buggiano é uma comuna italiana da região da Toscana, província de Pistoia, com cerca de 8.025 habitantes. Estende-se por uma área de 16 km², tendo uma densidade populacional de 502 hab/km². Faz fronteira com Chiesina Uzzanese, Massa e Cozzile, Montecatini-Terme, Pescia, Ponte Buggianese, Uzzano.

## Demografia
| Variação demográfica do município entre 1861 e 2011                               |
|                                                                                   |
| Fonte: Istituto Nazionale di Statistica (ISTAT) - Elaboração gráfica da Wikipedia |